# Долез, Юбер Жозеф
Юбер Жозеф Долез (фр. Hubert Joseph Dolez);  16 марта 1808, Монс - 17 марта 1880, Брюссель, был бельгийским юристом и государственным деятелем.

## Биография
Юбер Долез родился 16 марта 1808 года в Монсе. Он работал юристом в этом городе с 1829 по 1836 год. 25 февраля 1836 года королевским указом Долез был назначен адвокатом Кассационного суда вместо Франсуа-Жозефа Редемана (1794-1836).
Он был президентом Кассационной коллегии адвокатов с 1852 по 1880 год.
Наряду с Огюстом ван Дивуэтом и Огюстом Ортсом, Долез он входит в число самых блестящих юристов Кассационного суда своего времени. Пьер Санфурш-Лапорт, президент коллегии адвокатов с 1836 по 1852 год, и Юбер Долез, председатель коллегии адвокатов, доминируют в кассационной коллегии. После смерти нового президента Ортса в 1880 году воцарилась новая традиция.
Принадлежа к Либеральной партии, он был депутатом с 1836 по 1852 год и с 1857 по 1870 год.
Он был президентом Палаты депутатов с 1866 по 1870 год и сенатором с 1870 по 1880 год.
В 1875 году он был назначен государственным министром.